# Montagne des Singes
Montagne des Singes är kullar i Franska Guyana (Frankrike). De ligger i den norra delen av landet, 40 km väster om huvudstaden Cayenne.